# أربعاء العونات (قرية)
أربعاء العونات هي قرية مغربية تقع ميافة 25 كلم شمال غرب سيدي بنور بإقليم الجديدة. تضم القرية 4.465 نسمة حسب إحصاء 2004 تشمل الدواوير المحيطة بها. بسبب خصوبة الأراضي تعد القرية منطقة فلاحية والأكثر إنتاجا للخضر و القمح رغم التهميش الذي تتعرض له.

## وصلات خارجية
- (بالفرنسية) إحصائيات إقليم الجديدة على موقع World Gazetter